# Eerste klasse 1955-56 (voetbal België)
Het seizoen 1955/56 van de Belgische Eerste Klasse ging van start in de zomer van 1955 en eindigde in de lente van 1956. De competitie telde 16 clubs. RSC Anderlecht werd voor een derde keer op rij kampioen, de zevende keer uit de geschiedenis van de club.

## Gepromoveerde teams
Deze teams waren gepromoveerd uit de Tweede Klasse voor de start van het seizoen:
- Daring Club de Bruxelles (kampioen in Tweede)
- Beringen FC (tweede in Tweede)

## Degraderende teams
Deze teams degradeerden naar Tweede Klasse op het eind van het seizoen:
- KV Mechelen
- KSV Waterschei Thor

## Titelstrijd
RSC Anderlecht speelde met 3 punten voorsprong kampioen en kreeg vooral concurrentie van R. Antwerp FC, dat uiteindelijk vicekampioen werd. Union Royale Saint-Gilloise, een andere Brusselse club, werd derde.

## Europese strijd
Anderlecht was als landskampioen geplaatst voor de Europacup I van het volgende seizoen.

## Degradatiestrijd
KV Mechelen en KSV Waterschei Thor eindigden onderaan het klassement en degradeerden.

## Ploegen
Deze ploegen speelden in het seizoen 1955-56 in Eerste klasse. De nummers komen overeen met de plaats in de eindrangschikking:
| Stam- nummer | Club                        | Plaats                 |    |
| ------------ | --------------------------- | ---------------------- | -- |
| 35           | RSC Anderlecht              | Anderlecht             | 1  |
| 1            | R. Antwerp FC               | Deurne, Antwerpen      | 2  |
| 10           | Union Royale Saint-Gilloise | Sint-Gillis            | 3  |
| 28           | R. Berchem Sport            | Berchem, Antwerpen     | 4  |
| 24           | RC Mechelen KM              | Mechelen               | 5  |
| 4            | RFC Liégeois                | Luik                   | 6  |
| 22           | R. Charleroi SC             | Charleroi              | 7  |
| 16           | R. Standard Club Liégeois   | Luik                   | 8  |
| 2            | R. Daring Club de Bruxelles | Sint-Jans-Molenbeek    | 9  |
| 13           | R. Beerschot AC             | Antwerpen              | 10 |
| 30           | K. Lierse SK                | Lier                   | 11 |
| 7            | KAA Gent                    | Gent                   | 12 |
| 522          | K. Beeringen FC             | Beringen               | 13 |
| 21           | R. Tilleur FC               | Tilleur, Saint-Nicolas | 14 |
| 553          | K. Waterschei SV Thor       | Genk                   | 15 |
| 25           | KV Mechelen                 | Mechelen               | 16 |

## Eindstand
|   |    |                             | P  | W  | G  | V  | +  | -  | DS  | Ptn |
| - | -- | --------------------------- | -- | -- | -- | -- | -- | -- | --- | --- |
| K | 1  | RSC Anderlecht              | 30 | 18 | 6  | 6  | 83 | 36 | 47  | 42  |
|   | 2  | R. Antwerp FC               | 30 | 14 | 11 | 5  | 55 | 38 | 17  | 39  |
|   | 3  | Union Royale Saint-Gilloise | 30 | 12 | 13 | 5  | 59 | 46 | 13  | 37  |
|   | 4  | R. Berchem Sport            | 30 | 12 | 9  | 9  | 53 | 53 | 0   | 33  |
|   | 5  | RC Mechelen KM              | 30 | 13 | 7  | 10 | 55 | 56 | -1  | 33  |
|   | 6  | RFC Liégeois                | 30 | 12 | 7  | 11 | 59 | 53 | 6   | 31  |
|   | 7  | R. Charleroi SC             | 30 | 12 | 7  | 11 | 52 | 52 | 0   | 31  |
|   | 8  | R. Standard Club Liégeois   | 30 | 11 | 8  | 11 | 68 | 48 | 20  | 30  |
|   | 9  | R. Daring Club de Bruxelles | 30 | 12 | 5  | 13 | 49 | 51 | -2  | 29  |
|   | 10 | R. Beerschot AC             | 30 | 12 | 5  | 13 | 51 | 59 | -8  | 29  |
|   | 11 | K. Lierse SK                | 30 | 12 | 4  | 14 | 41 | 53 | -12 | 28  |
|   | 12 | KAA Gent                    | 30 | 7  | 12 | 11 | 47 | 42 | 5   | 26  |
|   | 13 | K. Beeringen FC             | 30 | 8  | 9  | 13 | 39 | 53 | -14 | 25  |
|   | 14 | R. Tilleur FC               | 30 | 9  | 7  | 14 | 44 | 60 | -16 | 25  |
| D | 15 | K. Waterschei SV Thor       | 30 | 8  | 6  | 16 | 43 | 63 | -20 | 22  |
| D | 16 | KV Mechelen                 | 30 | 6  | 8  | 16 | 45 | 80 | -35 | 20  |

P: wedstrijden gespeeld, W: wedstrijden gewonnen, G: gelijke spelen, V: wedstrijden verloren, +: gescoorde doelpunten, -: doelpunten tegen, DS: doelsaldo, Ptn: totaal punten
K: kampioen, D: degradeert

## Topschutter
| Scorer        | Goals | Team                      |        |
| ------------- | ----- | ------------------------- | ------ |
| Jean Mathonet | 26    | R. Standard Club Liégeois | België |

1895/96 · 1896/97 · 1897/98 · 1898/99 · 1899/00 · 1900/01 · 1901/02 · 1902/03 · 1903/04 · 1904/05 · 1905/06 · 1906/07 · 1907/08 · 1908/09 · 1909/10 · 1910/11 · 1911/12 · 1912/13 · 1913/14 · 1914/15 · 1915/16 · 1916/17 · 1917/18 · 1918/19 · 
1919/20 · 1920/21 · 1921/22 · 1922/23 · 1923/24 · 1924/25 · 1925/26 · 1926/27 · 1927/28 · 1928/29 · 1929/30 · 1930/31 · 1931/32 · 1932/33 · 1933/34 · 1934/35 · 1935/36 · 1936/37 · 1937/38 · 1938/39 · 1939/40 · 1940/41 · 1941/42 · 1942/43 · 1943/44 · 1944/45 · 1945/46 · 1946/47 · 1947/48 · 1948/49 · 1949/50 · 1950/51 · 1951/52 · 1952/53 · 1953/54 · 1954/55 · 1955/56 · 1956/57 · 1957/58 · 1958/59 · 1959/60 · 1960/61 · 1961/62 · 1962/63 · 1963/64 · 1964/65 · 1965/66 · 1966/67 · 1967/68 · 1968/69 · 1969/70 · 1970/71 · 1971/72 · 1972/73 · 1973/74 · 1974/75 · 1975/76 · 1976/77 · 1977/78 · 1978/79 · 1979/80 · 1980/81 · 1981/82 · 1982/83 · 1983/84 · 1984/85 · 1985/86 · 1986/87 · 1987/88 · 1988/89 · 1989/90 · 1990/91 · 1991/92 · 1992/93 · 1993/94 · 1994/95 · 1995/96 · 1996/97 · 1997/98 · 1998/99 · 1999/00 · 2000/01 · 2001/02 · 2002/03 · 2003/04 · 2004/05 · 2005/06 · 2006/07 · 2007/08 · 2008/09 · 2009/10 · 2010/11 · 2011/12 · 2012/13 · 2013/14 · 2014/15 · 2015/16 · 2016/17 · 2017/18 · 2018/19 · 2019/20 · 2020/21· 2021/22 · 2022/23 · 2023/24 · 2024/25